# 廷洛夫半岛
72°2′S 100°6′W / 72.033°S 100.100°W
廷洛夫半島（Tinglof Peninsula）是南極洲的半島，位於埃爾斯沃思地，長18公里，處於亨利灣和瓦戈納灣之間，在1946年12月根據美國海軍拍攝的空中照片繪入地圖，現時由南極條約體系管理。